# Mi adorada Clementina
Mi adorada Clementina es una película de comedia mexicana de 1953 dirigida por Rafael Baledón y protagonizada por Marga López, Joaquín Pardavé, Antonio Aguilar y Elda Peralta.

## Argumento
Clementina, triste porque su esposo se quiere divorciar de ella, pide con gran devoción al retrato de su abuela, que le ayude. El parecido de Clementina y su abuela es impresionante. Tanto, que la abuela decide salir del retrato para cambiar papeles y así ayudarla a solucionar situaciones del presente y del pasado.

## Reparto
- Marga López como Clementina.
- Joaquín Pardavé como Carlos, abuelo de Clementina.
- Antonio Aguilar como esposo de Clementina.
- Elda Peralta como Norma.
- José «El Ojón» Jasso como Gregorio.